# Cosmosoma auge

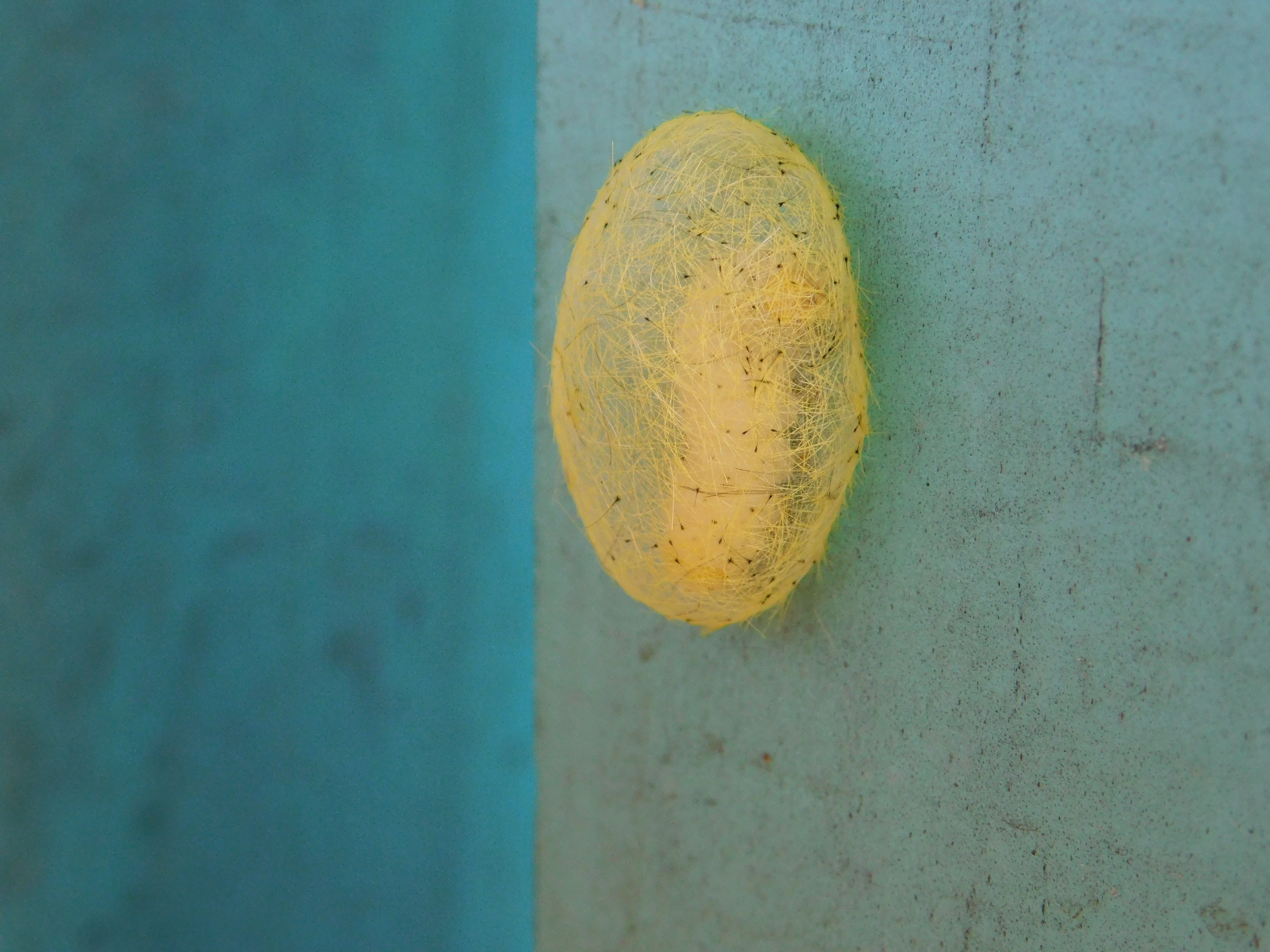
Foto de una pupa de Cosmosoma auge.

Cosmosoma auge es un lepidóptero de la familia Erebidae, subfamilia Arctiinae. La especie fue descripta por Carl Linnaeus en 1767. 
Ampliamente distribuida en la región neotropical. Se encuentra en México, Panamá, Colombia, Surinam, Brasil (São Paulo), Argentina, Uruguay, Santo Tomás, Jamaica,  Cuba y Puerto Rico .
Mikania mircrantha es planta hospedera donde C.auge ovipone y las larvas utilizaran como alimento para su desarrollo. Se encontró que esta especie pondría huevos solitarios o pocos juntos, mostrando luego una estrategia de larvas solitarias.